# Viktor Tregubov
Viktor Nikolaievitch Tregubov (em russo:  Виктор Николаевич Трегубов; 13 de abril de 1965, Chakhti), é um russo, campeão mundial e olímpico em halterofilismo.
Viktor Tregubov competiu na Spartakiada de 1986, em Moscou. Ele ficou em terceiro lugar, na categoria até 90 kg (meio pesado), com 397,5 kg no total combinado (180 no arranque e 217,5 no arremesso), atrás de Anatoli Khrapati e Serguei Kopitov, com 400 kg cada um. Em 1987, no Campeonato Europeu, Tregubov fica ainda no terceiro posto, dessa vez com a marca de 405 kg (185+220), depois de Khrapati, com 415 kg, e do búlgaro Rumen Teodosiev, com 410 kg.
Sua próxima aparição internacional foi no Campeonato Europeu de 1991. Ele competiu na categoria até 100 kg (pesado I) e levantou 392,5 kg no total (180+212,5), tendo ficado com a prata, atrás de Igor Sadikov, com 405 (185+220).
Nos Jogos Olímpicos de 1992, em Barcelona, ele competiu pela Equipe Unificada e levantou 190 kg no arranque e 220 no arremesso, 410 no total, e dessa vez ganhou ouro, a frente de Timur Taimazov (402,5 kg), também da Equipe Unificada, e do polonês Waldemar Malak (400 kg), na categoria até 100 kg.
No Campeonato Mundial de 1993 ele compete sob a bandeira da Rússia. A Federação Internacional de Halterofilismo reestruturou as classes de peso em 1993 e Viktor Tregubov competiu na categoria até 99 kg. Ele foi campeão e definiu dois recordes mundiais — 225,5 kg no arremesso e 410 kg no total combinado.
Tregubov ficou ainda com a prata no Campeonato Mundial de 1994, com 405 kg (185+220), depois de seu compatriota Serguei Sirtsov, com 417,5 (192,5+225), na categoria até 99 kg.
Quadro de resultados
| Ano  | Posição | Competição                         | Classe de peso | Marca                |
| 1986 | 3.      | Spartakiada em Moscou              | -90 kg         | 397,5 kg (180+217,5) |
| 1987 | 3.      | Campeonato Europeu em Reims        | -90 kg         | 405 kg (185+220)     |
| 1991 | 2.      | Campeonato Europeu em Władysławowo | -100 kg        | 392,5 kg (180+212,5) |
| 1992 | 1.      | Jogos Olímpicos em Barcelona       | -100 kg        | 410 kg (190+220)     |
| 1993 | 1.      | Campeonato Mundial em Melbourne    | -99 kg         | 407,5 kg (185+222,5) |
| 1994 | 2.      | Campeonato Mundial em Istambul     | -99 kg         | 405 kg (185+220)     |